# François Boissier de Sauvages de Lacroix
François Boissier de Sauvages de Lacroix (o François Boissier de la Croix de Sauvages) (Alès (Francia); 12 de mayo de 1706–19 de febrero de 1767) fue un médico y botánico francés. Era hermano del naturalista Pierre Augustin Boissier de Sauvages.

## Biografía

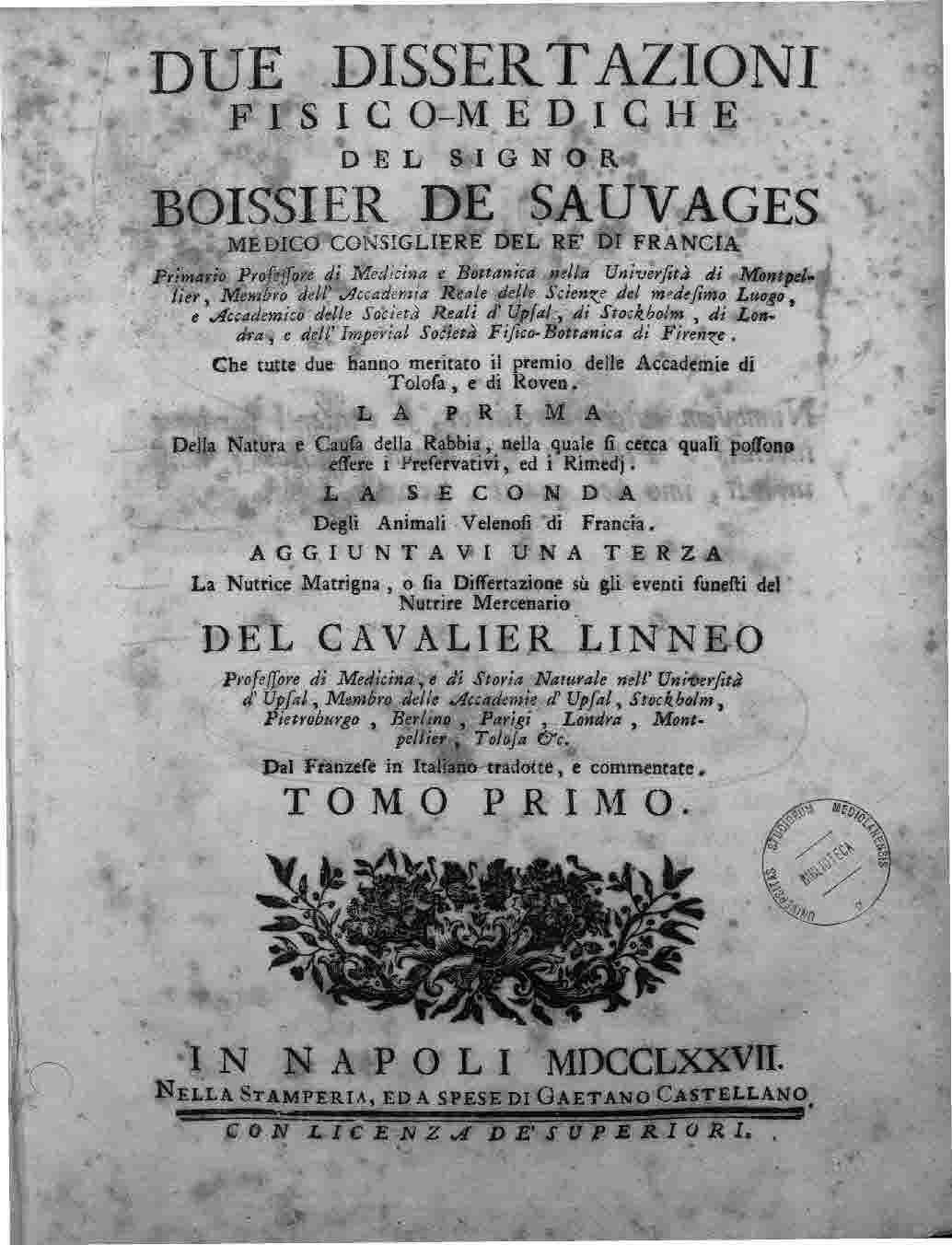
Della natura e causa della rabbia (Dissertation sur la nature et la cause de la Rage), 1777

Ingresó en la Facultad de Medicina de Montpellier en 1722 y centró su interés en el estudio de la Botánica. Alcanzó el grado de doctor en 1726 con una tesis titulada Dissertation medica atque ludicra de amore... (El Amor puede ser curado por las plantas ).
Pasó varios años en París volviendo a Montpellier en 1734.
Ejerce y recibe la cátedra de botánica de la Facultad de medicina después de la muerte de François Aymé Chicoyneau (1702-1740). Es por otra parte en esta disciplina que va a ilustrarse. Mejora en gran parte la situación del Jardín botánico de la Facultad (se construye el primer invernadero) y también del edificio de la Facultad.
Empieza en 1737 una correspondencia con Carlos Linneo (1707-1778). Sauvages de Lacroix le hace llegar especímenes de las plantas que crecen en los alrededores de Montpellier. Una verdadera amistad vincula pronto a los dos hombres. Los envíos de Sauvages de Lacroix permiten a un alumno de Linneo, Theophilus Erdmann Nathhorst (?-1756), hacer una tesis sobre la flora de la región de Montpellier.
Sauvages de Lacroix publicó en 1751 su Methodus Foliorum seu Plantæ Floræ Monspeliensis que permite la identificación por las hojas. Igualmente publicó una clasificación de enfermedades bajo la denominación de Nosología methodica sistens morborum classes genera et species juxta sydenhami mentem et botanicorum ordinem (cuatro volúmenes, Ámsterdam, 1763). El mismo año, publicó un trabajo sobre el Cultivo de la moreras.

## Otras publicaciones

### Libros
- Dissertatio medica. De motuum vitalium causa ubi, quae pravus mechanismus usurpaverat naturae seu animae jura restituuntur, Montpellier, 1741
- Hilmastatique, ou la Statique des animaux, expériences hydrauliques faites sur des animaux vivants, avec un recueil de quelques expériences sur les pierres que l'on trouve dans les reins et dans la veine, et des recherches sur la nature de ces concrétions irrégulières, par M. Étienne Hales, ... traducido del inglés y aumentado de numerosas fuentes y de dos disertaciones de medicina sobre la teoría de las inflamaciones y sobre la causa de la fiebre. Ginebra, Casa les héritiers Cramer y Hnos. Philibert, 1744 (tratándose de obras de Stephen Hales (1677-1761).
- Mémoire sur la maladie des bœufs du Vivarais, Montpellier : Rochard, 1746, in-4°, 27 p.
- Dissertation sur la nature et la cause de la Rage, dans laquelle on recherche quels en peuvent être les Préservatifs et les Remèdes, Pièce qui a remporté le Prix de l'Académie Royale des Sciences, ... et Belles Lettres, proposé pour l'Année 1748..., Toulouse : Imprenta Pierre Robert, 1749
- Methodus foliorum, seu plantae florae monspeliensis, juxta foliorum ordinem, ad juvandam specierum cognitinem, digestae. Méthode pour connaître les plantes par les feuilles. La Haye, 1751. Propuso allí un método para reconocer las plantas de la región de Montpellier según las hojas
- Dissertations sur les medicamens qui affectent certaines parties du corps humain plutôt que d'autres; et quelle seront la cause de cet effet, Bordeaux, 1751
- Nosologia methodica sistens morborum classes, genera et species, juxta Sydenhami mentem et Botanicorum ordinem, Ámsterdam : Frères De Tournes, 1763, 5 volumes en línea
- De Venenatis Galliae Animalibus, et Venenorum in ipsis fideli Observatione compertorum Indole atque Antidotis [Dissertation sur les animaux vénimeux vivant en France et sur les antidotes connus]. Monspelii, apud Viduam Joannis Martel, 1764
- Nosologie méthodique, dans laquelle les maladies sont rangées par classes, suivant le système de Sydenham, & l'ordre des botanistes. Paris, Hérissant le fils, 1771, 10 vols. en línea
- Pathologia methodica practica, seu de cognoscendis morbis. Editio quarta ab ipso Auctore aucta & emendata, Nápoles : Castellano, 1776

## Honores
- Desde el 25 de mayo de 1749 miembro de la Royal Society

### Epónimos
Carlos Linneo le dedicó el género botánico Sauvagesia de la familia Ochnaceae.